# Axonopus mathewsii
Axonopus mathewsii là một loài thực vật có hoa trong họ Hòa thảo. Loài này được (Mez) Hitchc. mô tả khoa học đầu tiên năm 1927.